# ناخدا خورشید
ناخدا خورشید یک فیلم جنایی ایرانی محصول ۱۳۶۵ به نویسندگی و کارگردانی ناصر تقوایی است. در این فیلم بازیگرانی از جمله داریوش ارجمند، علی نصیریان، فتحعلی اویسی، سعید پورصمیمی و پروانه معصومی ایفای نقش کرده‌اند. این فیلم یک برداشت آزاد از رمان داشتن و نداشتن (۱۹۳۷) نوشتهٔ ارنست همینگوی است.
ناخدا خورشید توانست سیمرغ بلورین بهترین بازیگر نقش اول مرد برای داریوش ارجمند و لوح زرین بهترین بازیگر نقش دوم مرد برای سعید پورصمیمی را در پنجمین جشنواره فیلم فجر کسب کند. همچنین ناصر تقوایی جایزهٔ یوزپلنگ برنزی چهل و یکمین دورهٔ جشنواره بین‌المللی فیلم لوکارنو را به خاطر این فیلم دریافت کرد.این فیلم در نظرسنجی منتقدان و نویسندگان ماهنامه سینمایی فیلم به عنوان یکی از بهترین فیلم‌های تاریخ سینمای ایران انتخاب شده است.

## داستان
داستان این فیلم در دهه ۱۳۴۰ رخ می‌دهد، یکی از بزرگان شهر به نام «خواجه ماجد»، ناخدا خورشید را لو می‌دهد و بار قاچاق لنج ناخدا خورشید به آتش کشیده می‌شود. یک دلال به نام فرحان که می‌خواهد چند فراری سیاسی را از مرز آبی عبور دهد وارد بندر می‌شود. او با ناخدا خورشید تماس می‌گیرد. ناخدا که احتمال می‌دهد لنجش را مصادره کنند با فرحان همکاری می‌کند و چند مرد را که ظاهراً در ترور حسنعلی منصور دست داشته‌اند به آن سوی آب می‌رساند.
پس از آن، چند تبعیدی نیز از فرحان می‌خواهند که اسباب فرار آنان را فراهم کند. ناخدا این بار نیز با اکراه، ولی بخاطر گرفتن حق خود از خواجه ماجد به این ماجرا کشیده می‌شود. تبعیدی‌ها پیش از فرار، خواجه ماجد و مباشر او را می‌کشند و مرواریدهای او را می‌ربایند. پیش از حرکت، سرهنگ فرحان را می‌کشد. در طول سفر، ملول دستیار ناخدا نیز کشته می‌شود و دست آخر در نزاع خونینی که میان تبعیدی‌ها و ناخدا درمی‌گیرد، همگی از پای در می‌آیند.

## بازیگران
| بازیگر           | نقش                        |
| ---------------- | -------------------------- |
| داریوش ارجمند    | ناخدا خورشید               |
| علی نصیریان      | مستر فرهان                 |
| سعید پورصمیمی    | ملول                       |
| پروانه معصومی    | خاتون                      |
| فتحعلی اویسی     | سرهنگ                      |
| غلامرضا گرشاسبی  | قربان                      |
| عبدالجواد روشن   | سنگسر                      |
| رضا بابلیان      | دماغ                       |
| اصغر بیچاره      | همشهری (پیشکار خواجه ماجد) |
| احمد علی‌نژاد     | مدیر گمرک                  |
| جعفر والی        | سعدون قهوه چی              |
| جعفر محدث        | خواجه ماجد                 |
| صدرالدین حجازی   | باربر بارانداز             |
| محمد نمازی       | صاحب مُضیف                  |
| رضا عباس‌نژاد     | شاگرد قهوه چی              |
| فرهمند شفیعی     | مامور گمرک                 |
| حبیب‌الله حسن پور | نماینده مسافرین فراری      |
| محمد قشمی        | دلال                       |
| محمدشریف چابک    | حاجی‌علی                    |
| غلامحسین نقشینه  | تاجر ایرانی                |
| علی اصغر گرمسیری | تاجر عرب                   |
| کوربال سینگ      | تاجر هندی                  |
| علی استادی       | تاجر ایرانی                |

سرپرست گویندگان: منوچهر اسماعیلی

## جوایز
- ۱۹۹۰ - نامزد جایزه بهترین فیلم بیست و ششمین جشنواره فیلم بین‌المللی پزارو - محمدعلی سلطان‌زاده، هارون یشایائی
- ۱۹۸۸ - برندهٔ پلنگ برنزی چهل و یکمین جشنواره بین‌المللی فیلم لوکارنو - ناصر تقوایی
- ۱۹۸۸ - نامزد پلنگ طلایی چهل و یکمین جشنواره بین‌المللی فیلم لوکارنو - ناصر تقوایی
- ۱۳۶۵ - برندهٔ سیمرغ بلورین بهترین بازیگر نقش اول مرد از پنجمین جشنواره فیلم فجر - داریوش ارجمند
- ۱۳۶۵ - برندهٔ لوح زرین بهترین بازیگر نقش دوم مرد از پنجمین جشنواره فیلم فجر - سعید پورصمیمی
- ۱۳۶۵ - نامزد سیمرغ بلورین بهترین بازیگر نقش مکمل مرد از پنجمین جشنواره فیلم فجر - فتحعلی اویسی
- ۱۳۶۵ - نامزد سیمرغ بلورین بهترین کارگردانی از پنجمین جشنواره فیلم فجر - ناصر تقوایی
- ۱۳۶۵ - نامزد سیمرغ بلورین بهترین فیلم از پنجمین جشنواره فیلم فجر - محمدعلی سلطان‌زاده، هارون یشایائی
- ۱۳۶۵ - نامزد سیمرغ بلورین بهترین فیلمبرداری از پنجمین جشنواره فیلم فجر - مهرداد فخیمی
- ۱۳۶۵ - نامزد سیمرغ بلورین بهترین موسیقی متن از پنجمین جشنواره فیلم فجر - فریدون ناصری